# 伊拉塞马波利斯
伊拉塞马波利斯是巴西圣保罗州的一个市镇。总面积115.947平方公里，总人口18366人，人口密度158.4人/平方公里。